# Adelberg
Adelberg település Németországban, azon belül Baden-Württembergben.

## Fekvése
Göppingentől mintegy 8 kilométerre északnyugatra található.

## Története

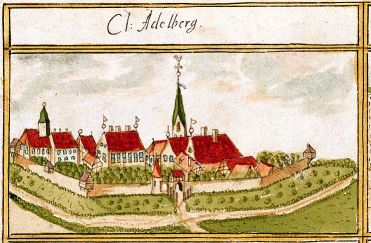

A település története összefonódik az Adelberg kolostor és zárda történetével. A kolostort 1178-ban a premontreiek építették, alapítója Volknand von Staufen volt. 
A Staufenek bukása után a város és az apátság Wüntenberg irányítása alá került.
1556-ban, a kolostor tizenkét másik körzettel együtt Christoph Binder irányítása alatt protestáns gimnáziumokká alakultak át. 1648-ban az iskola legismertebb tanítványa volt a matematikus és csillagász Johannes Kepler (1584-1586).
1851-ig  a falu neve Hundsholz volt.

## Galéria

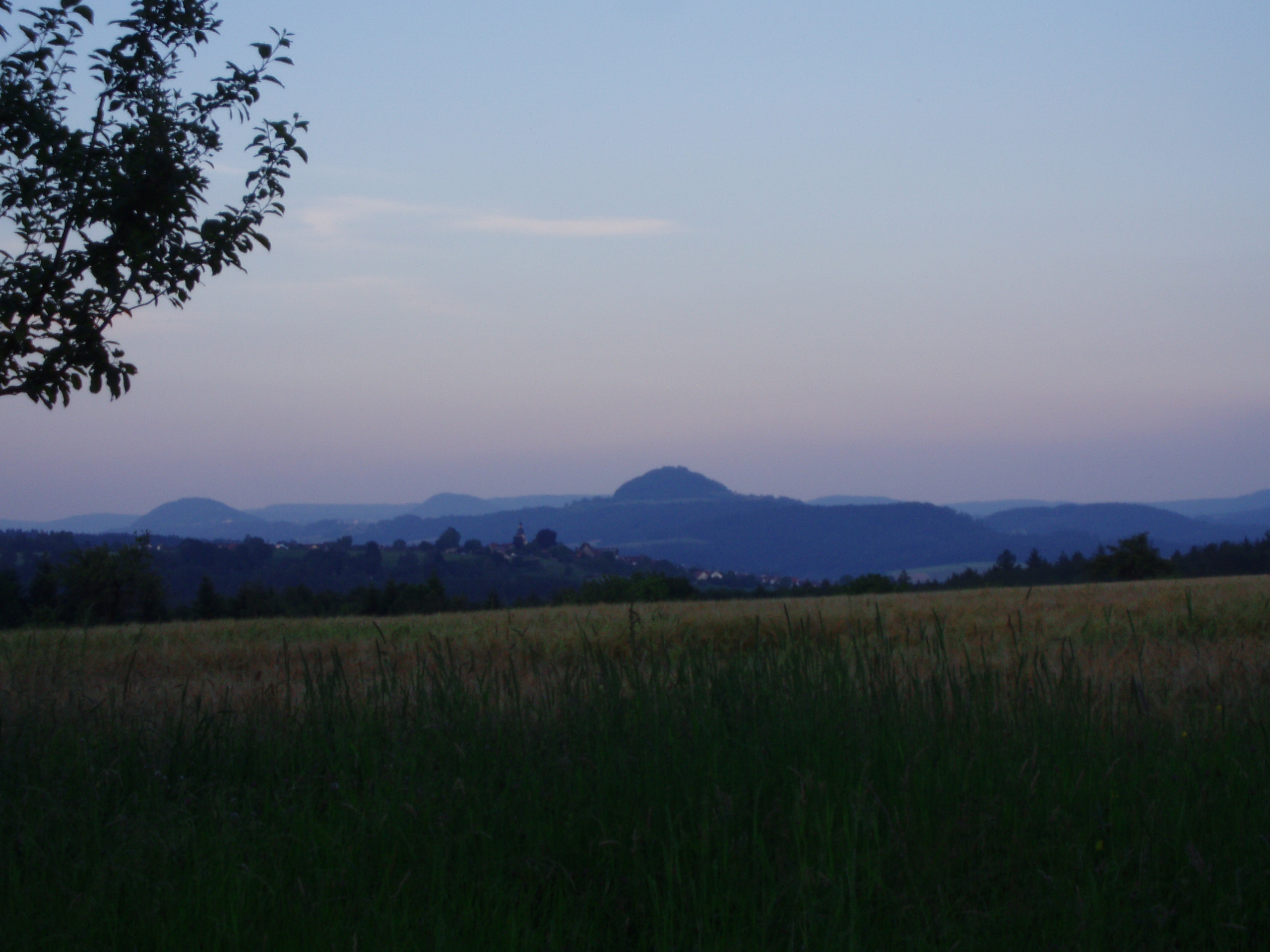
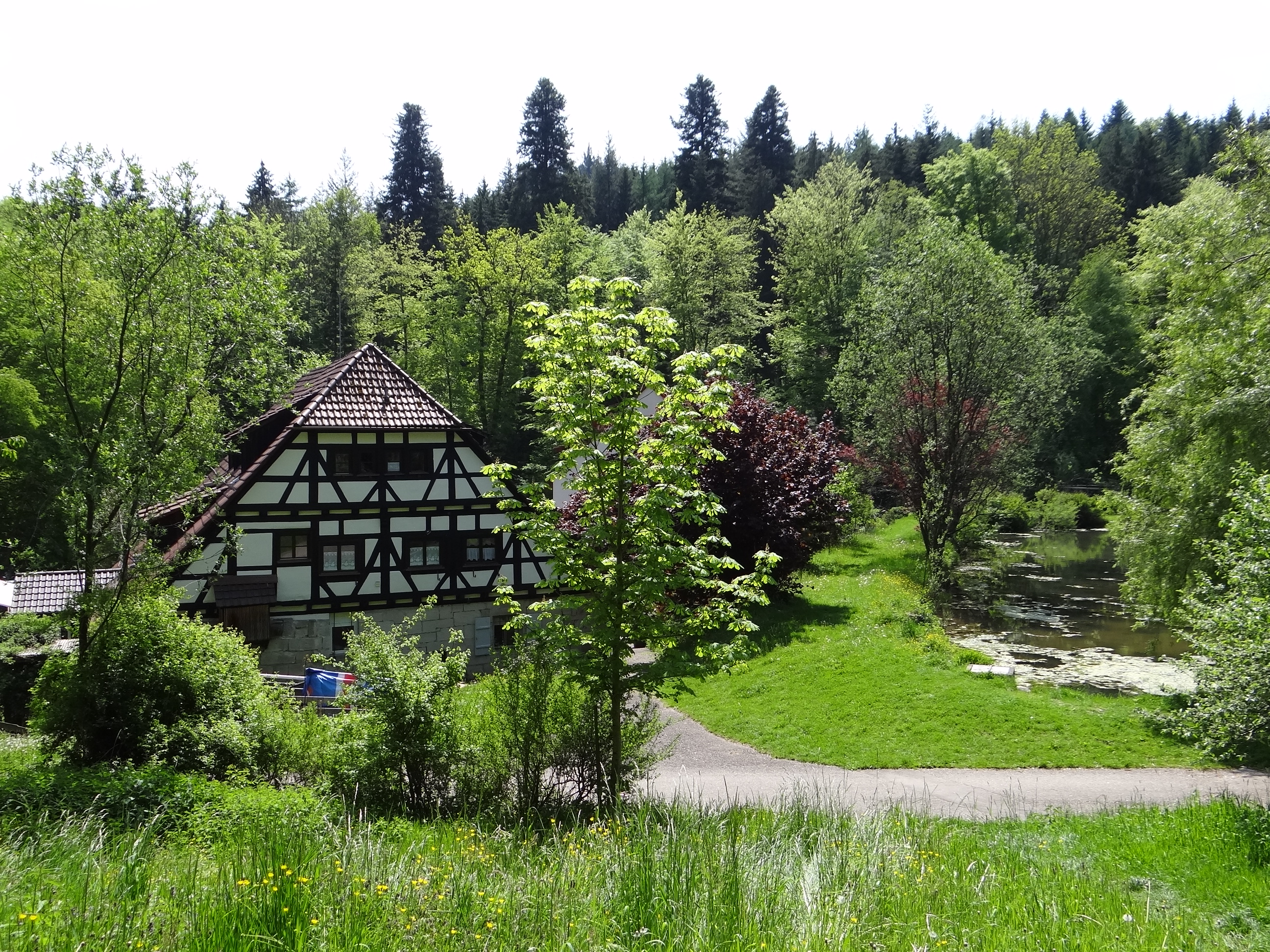
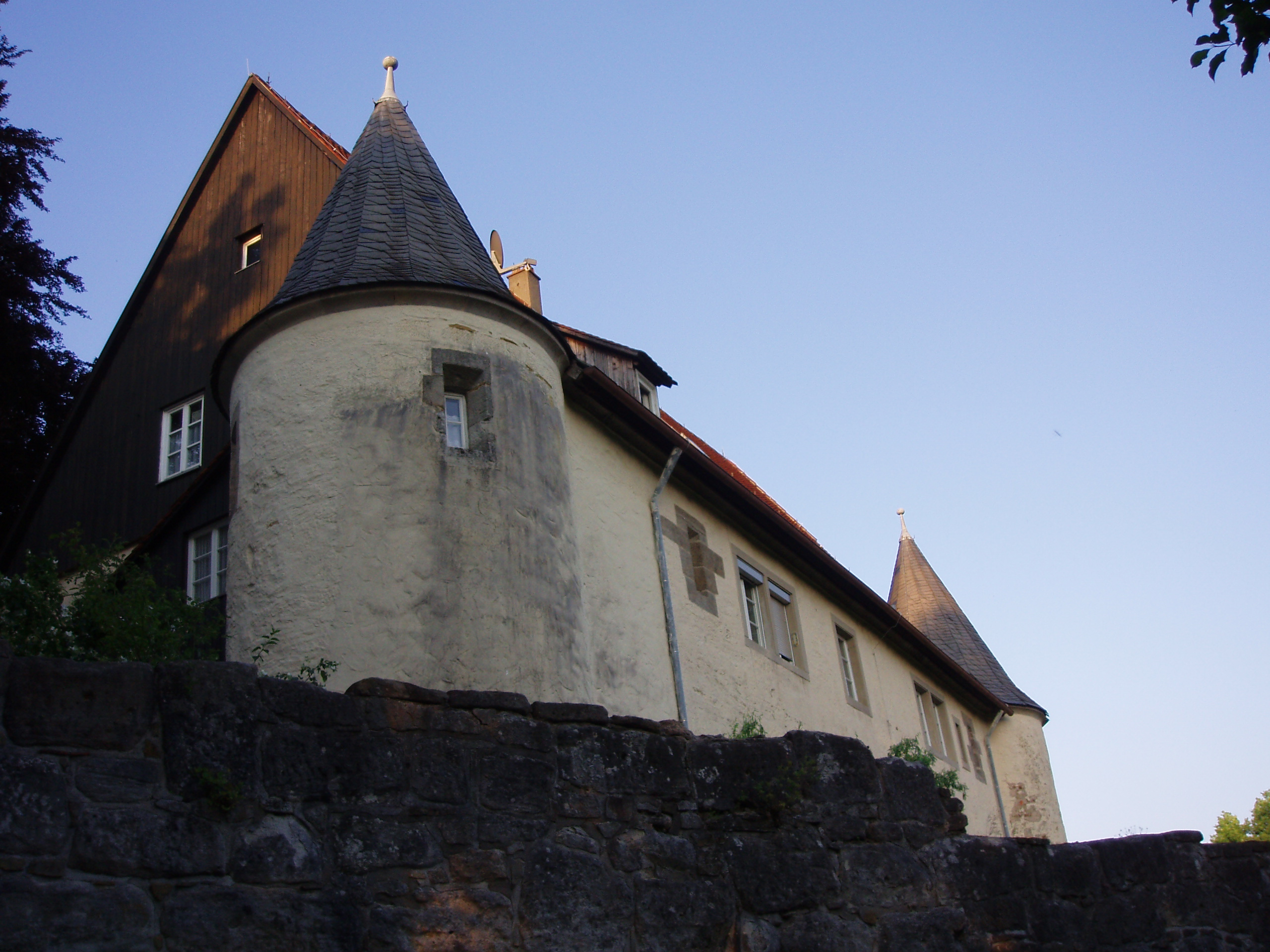
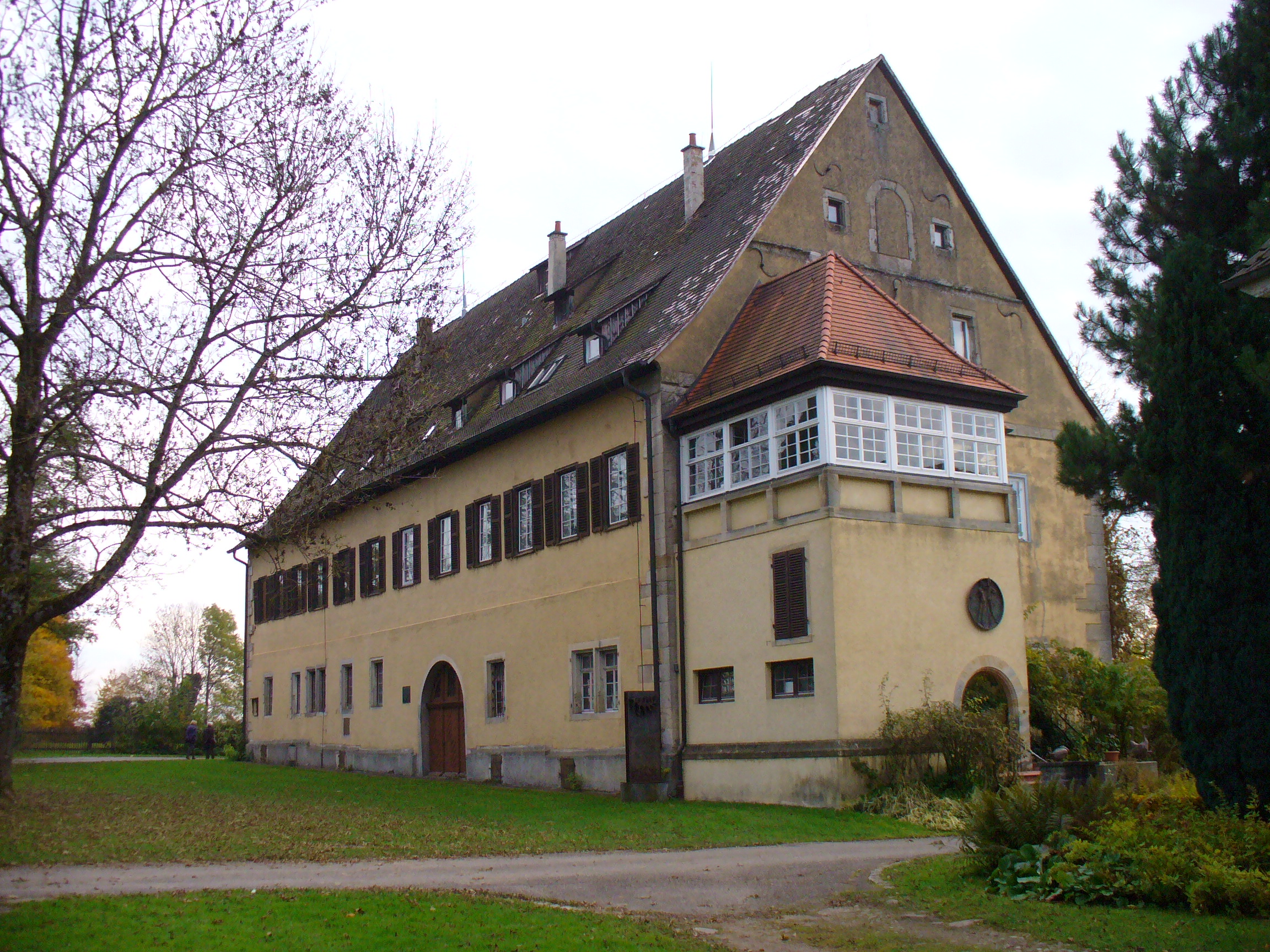
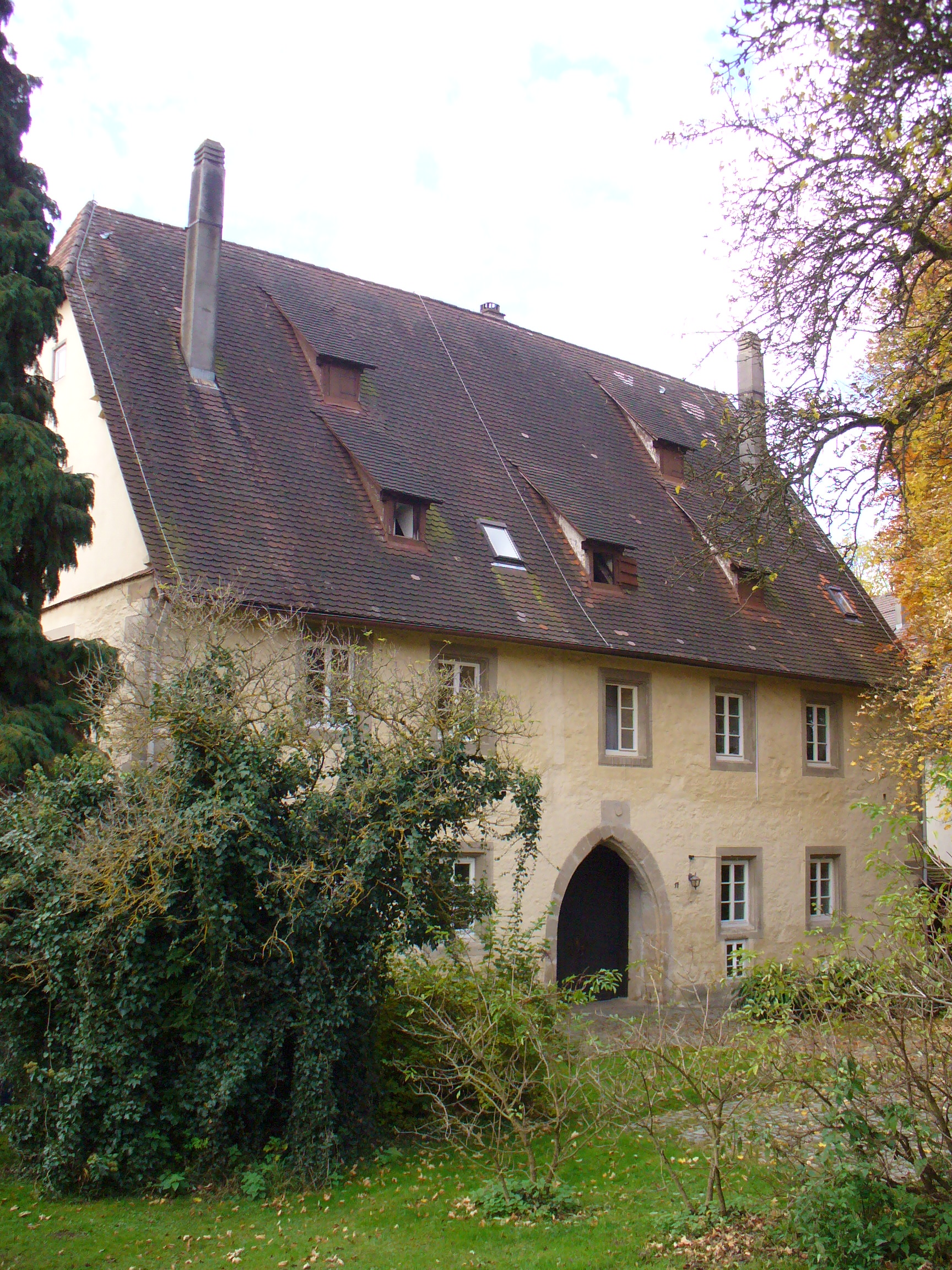
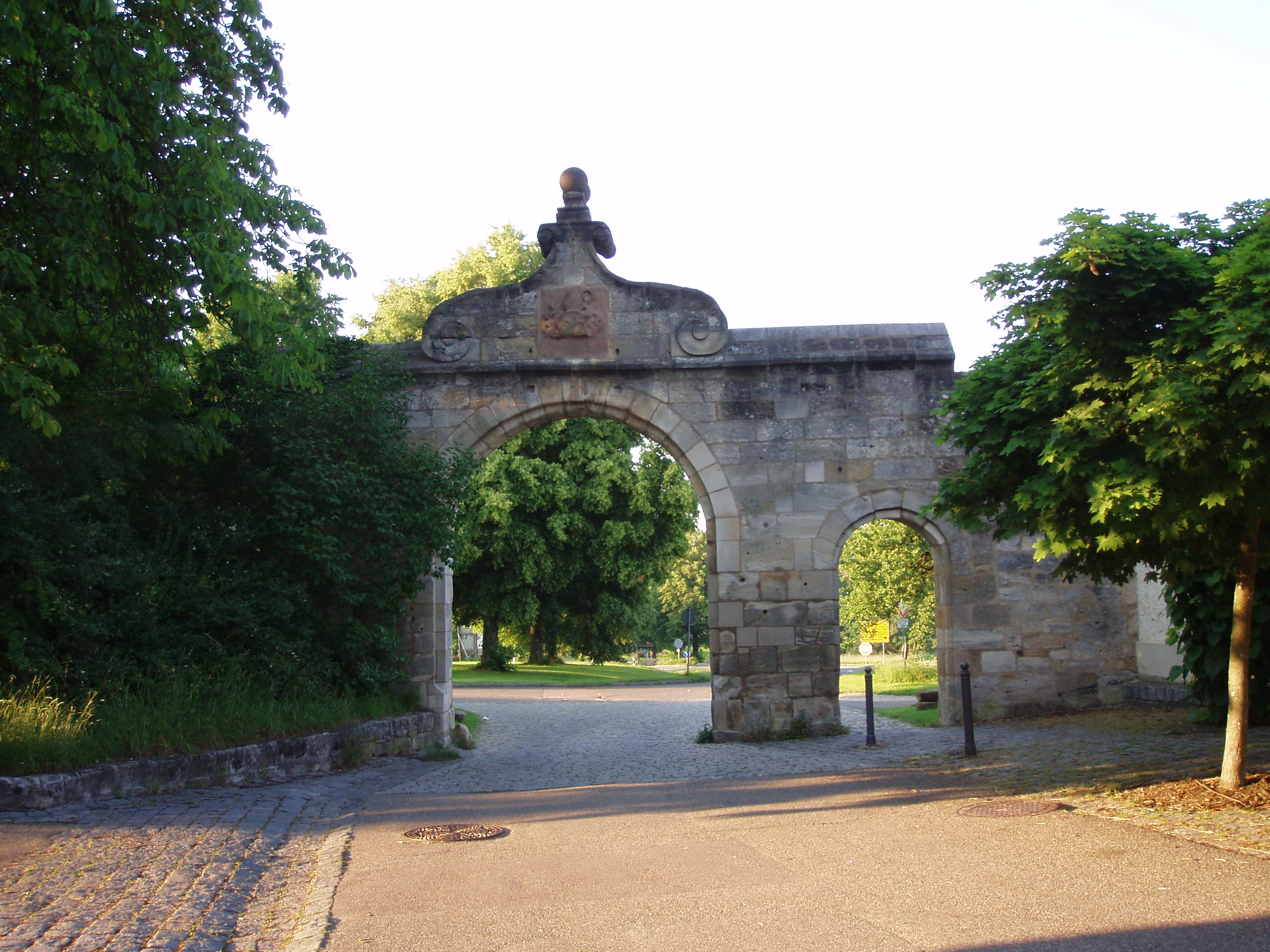
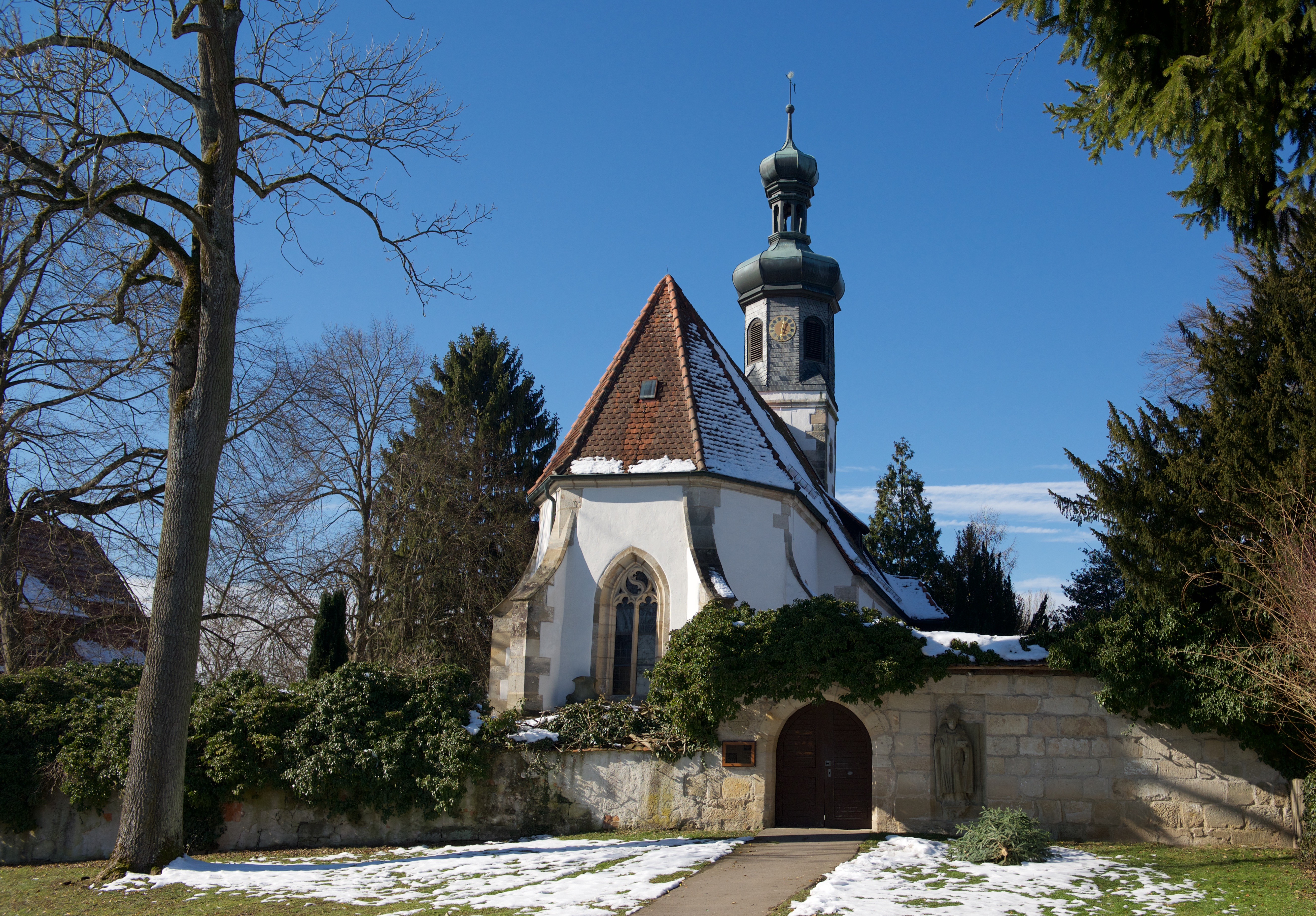
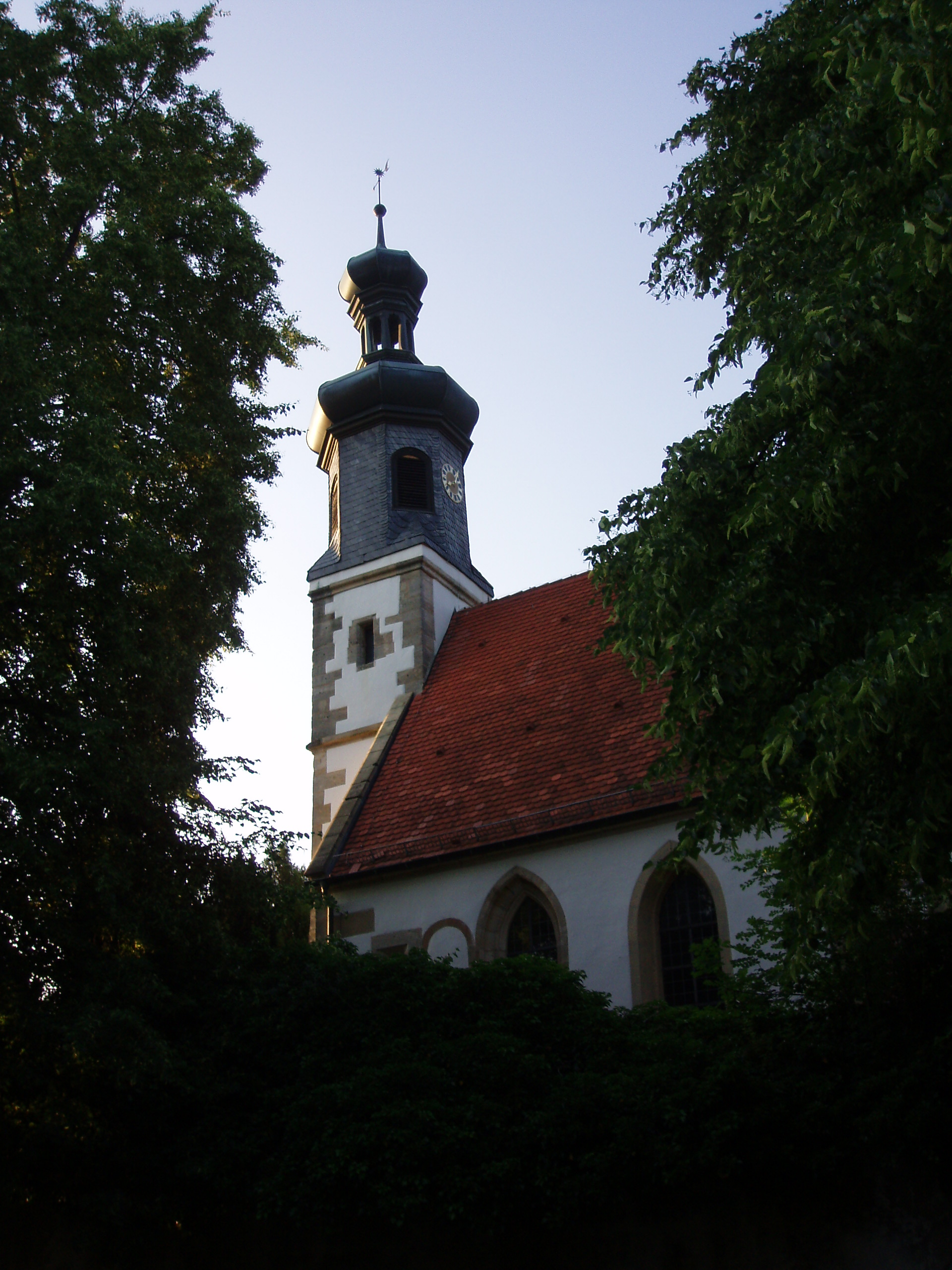
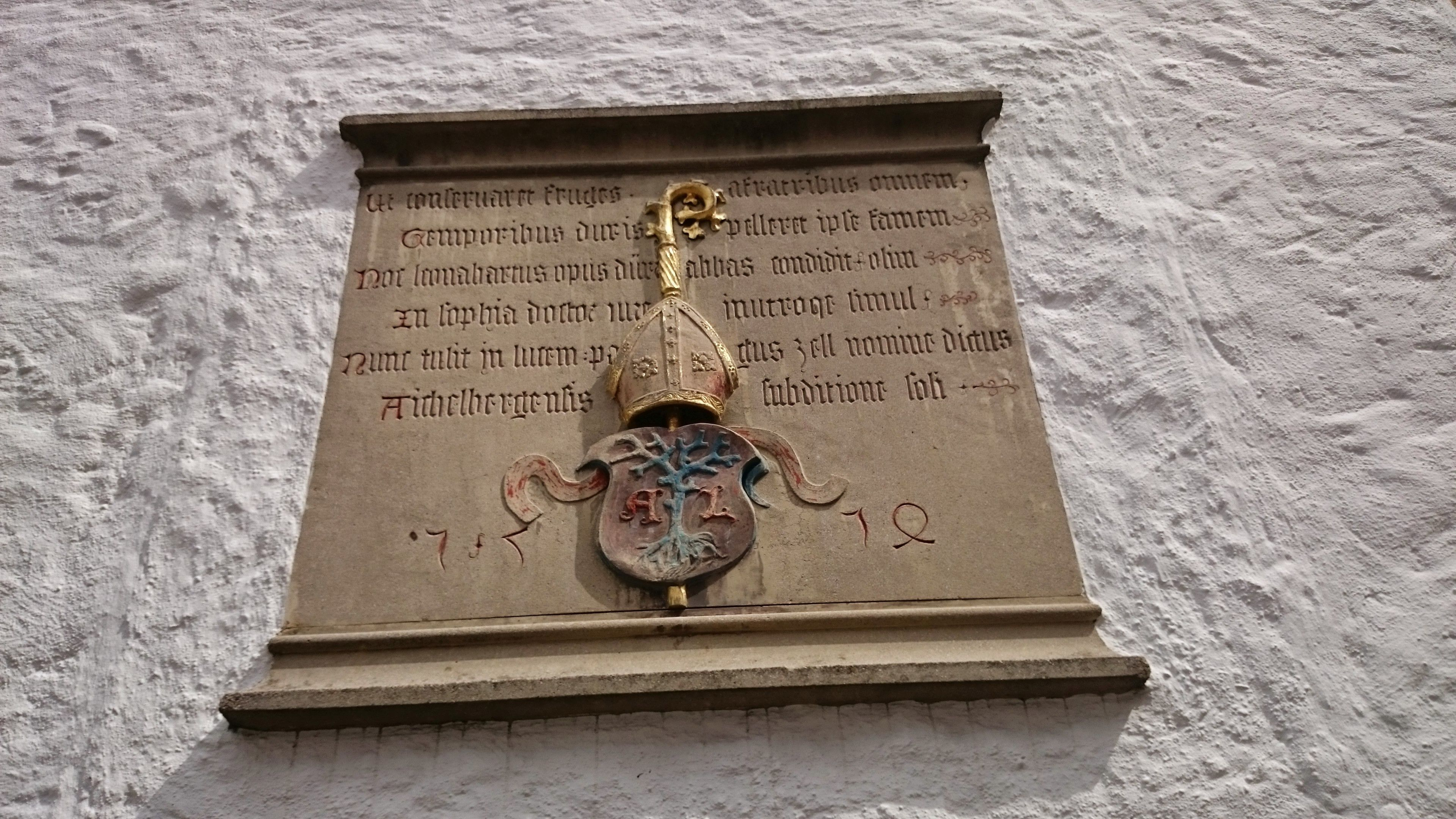
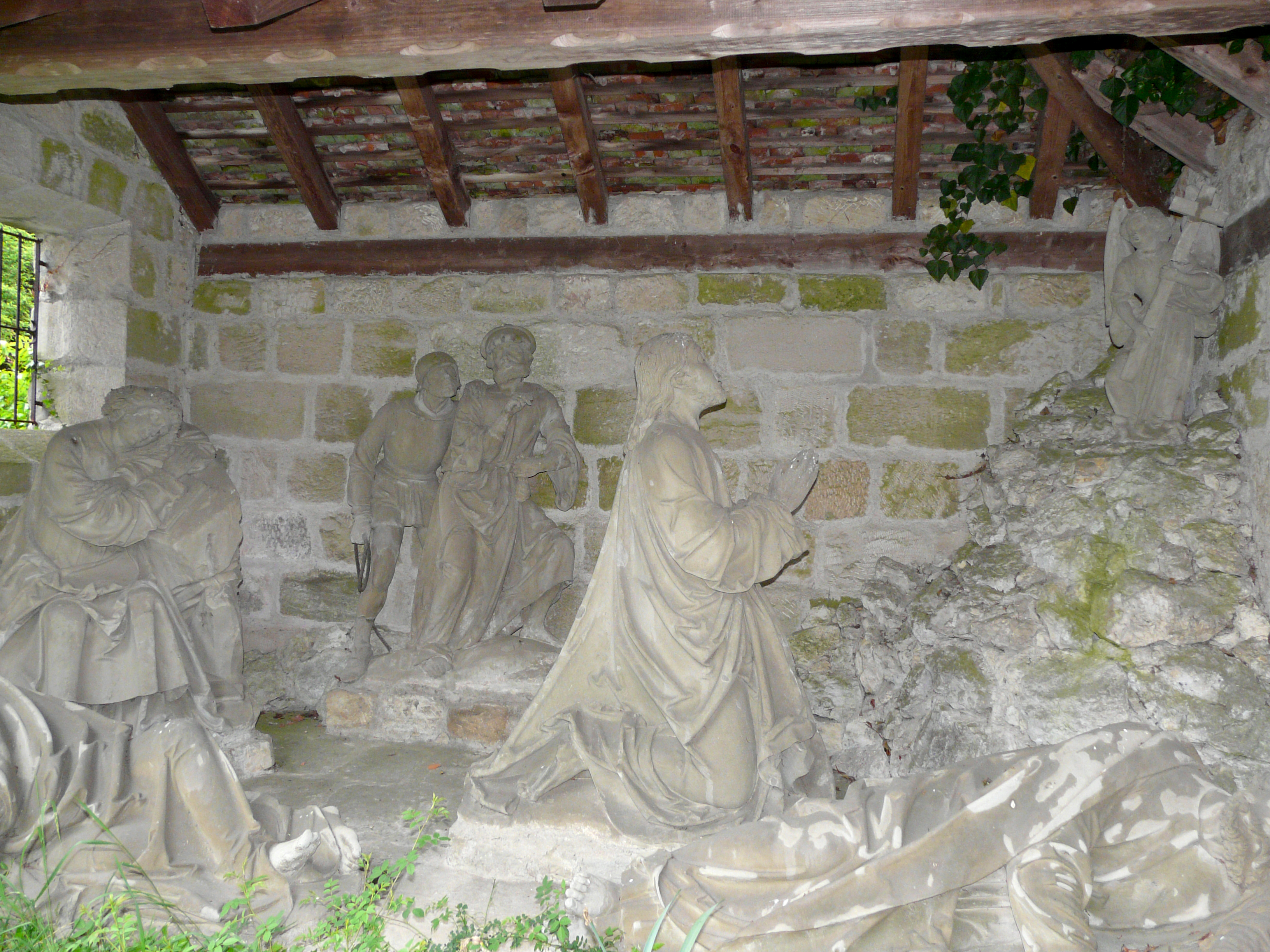
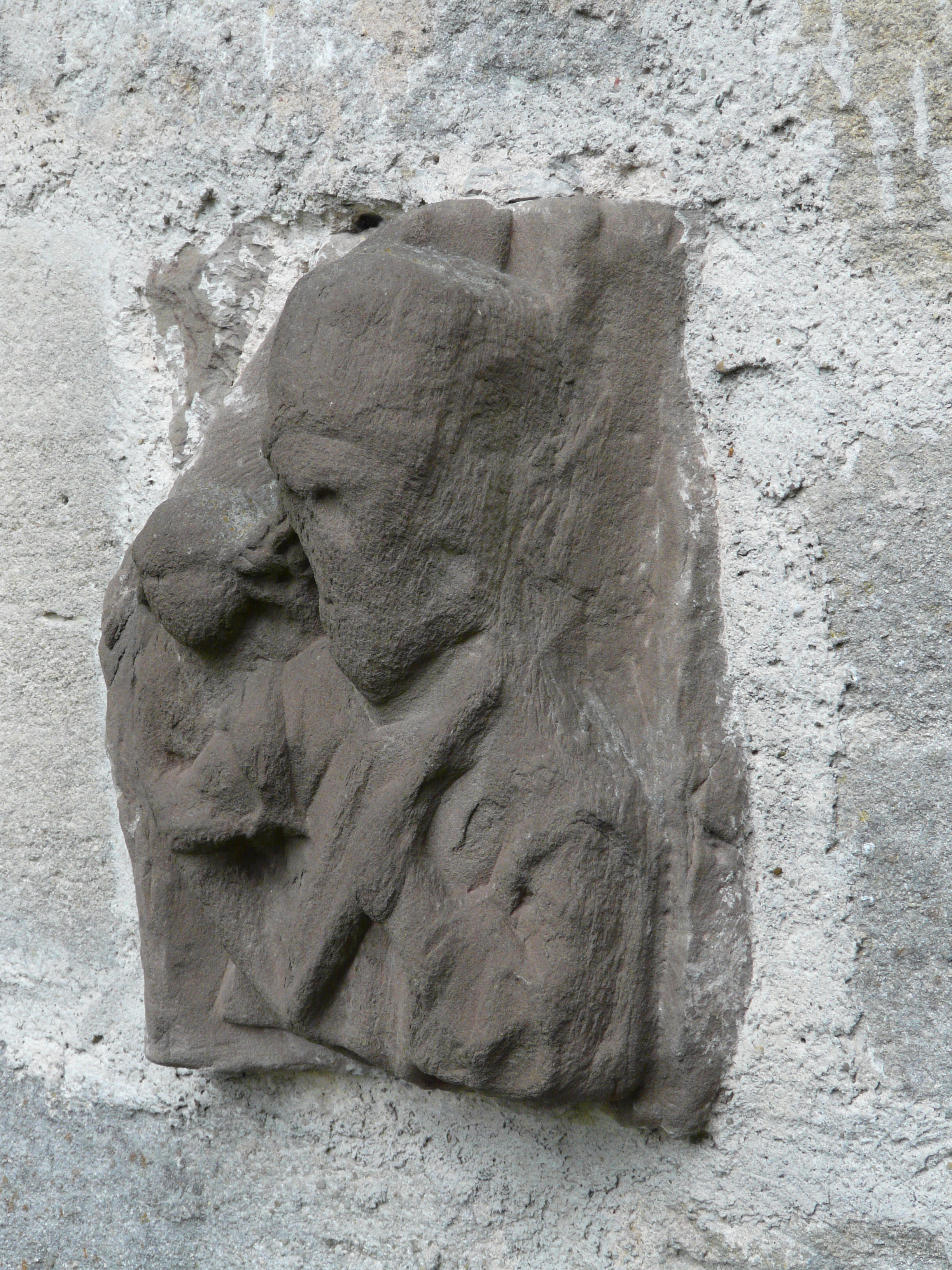
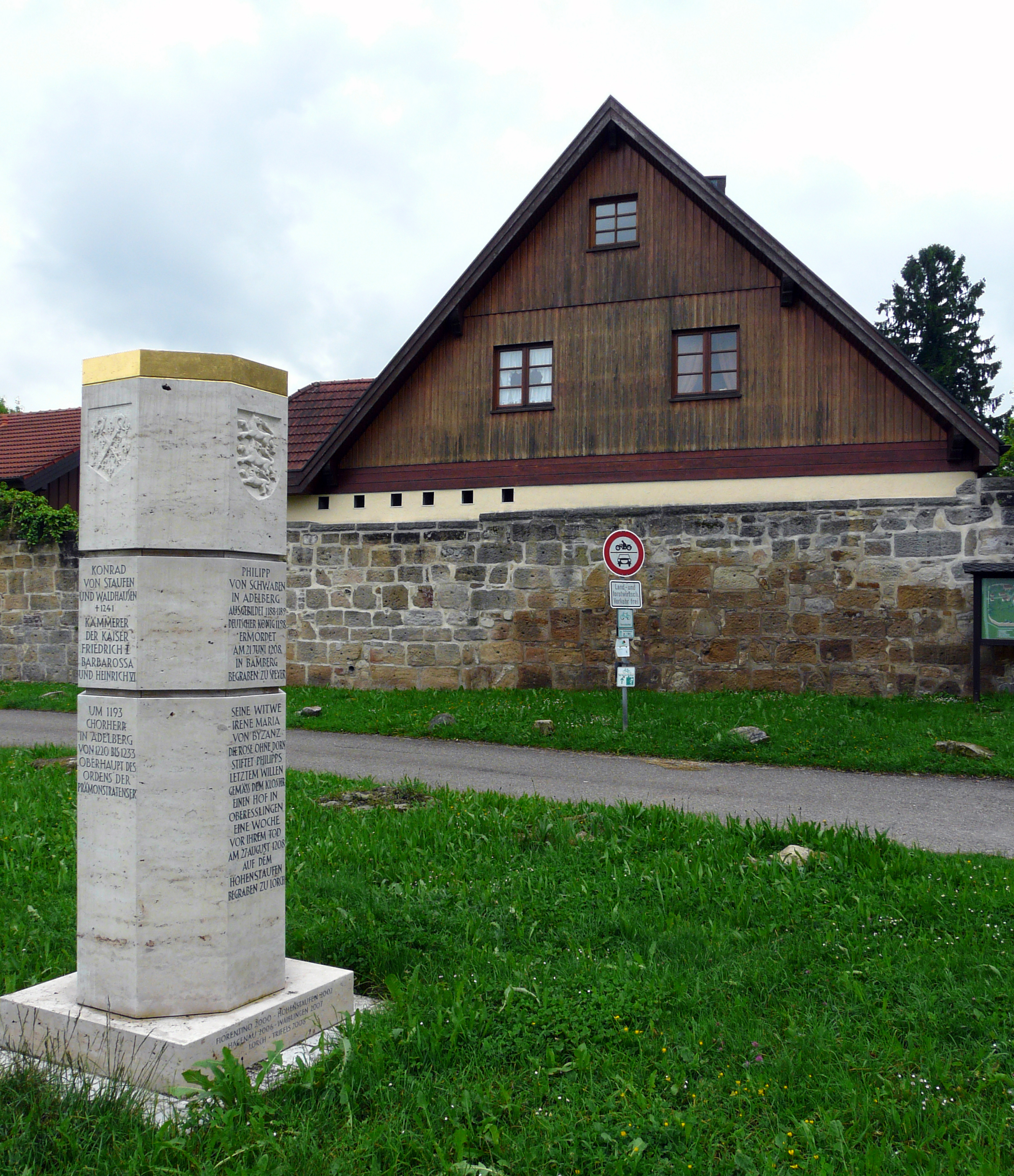
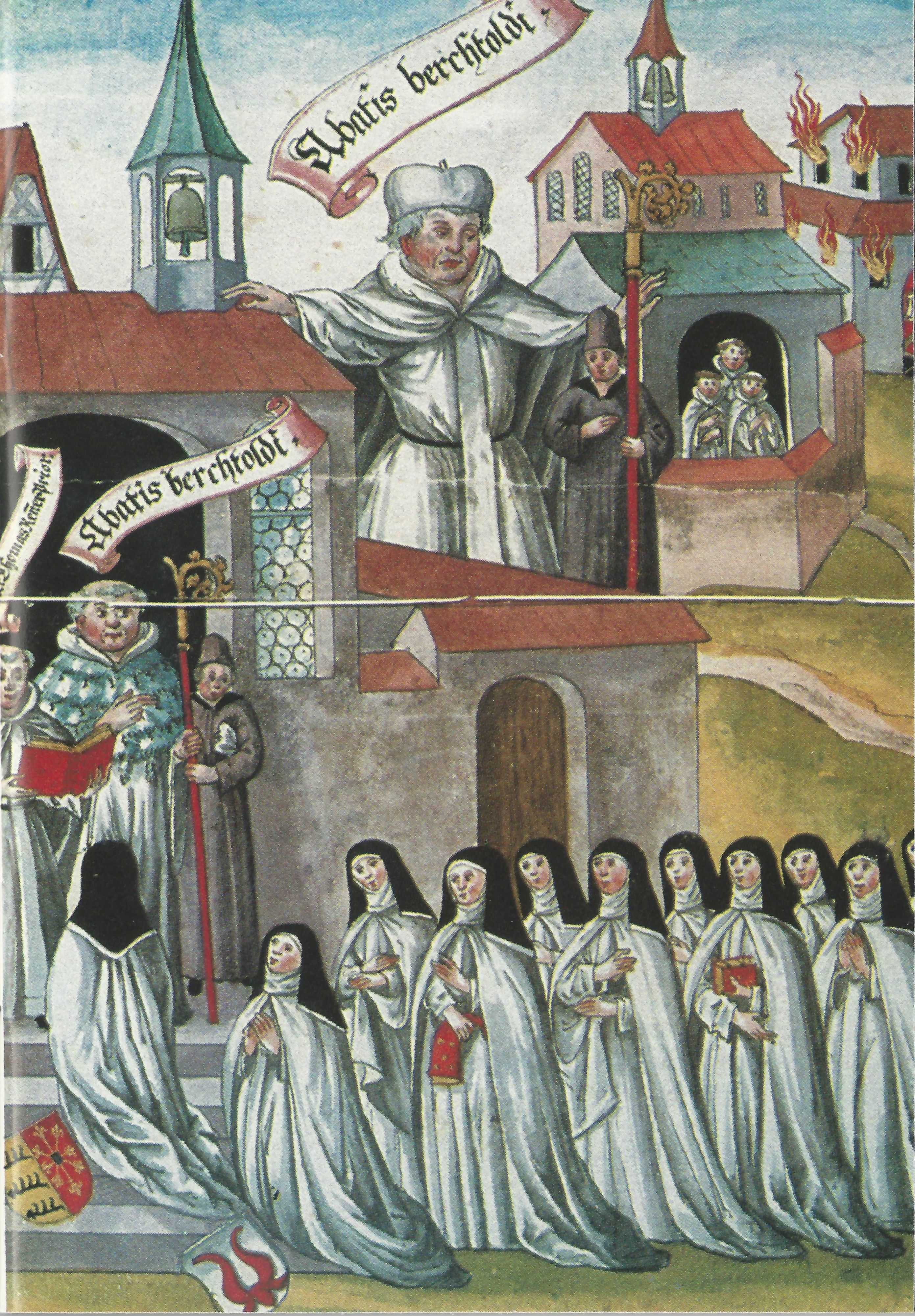
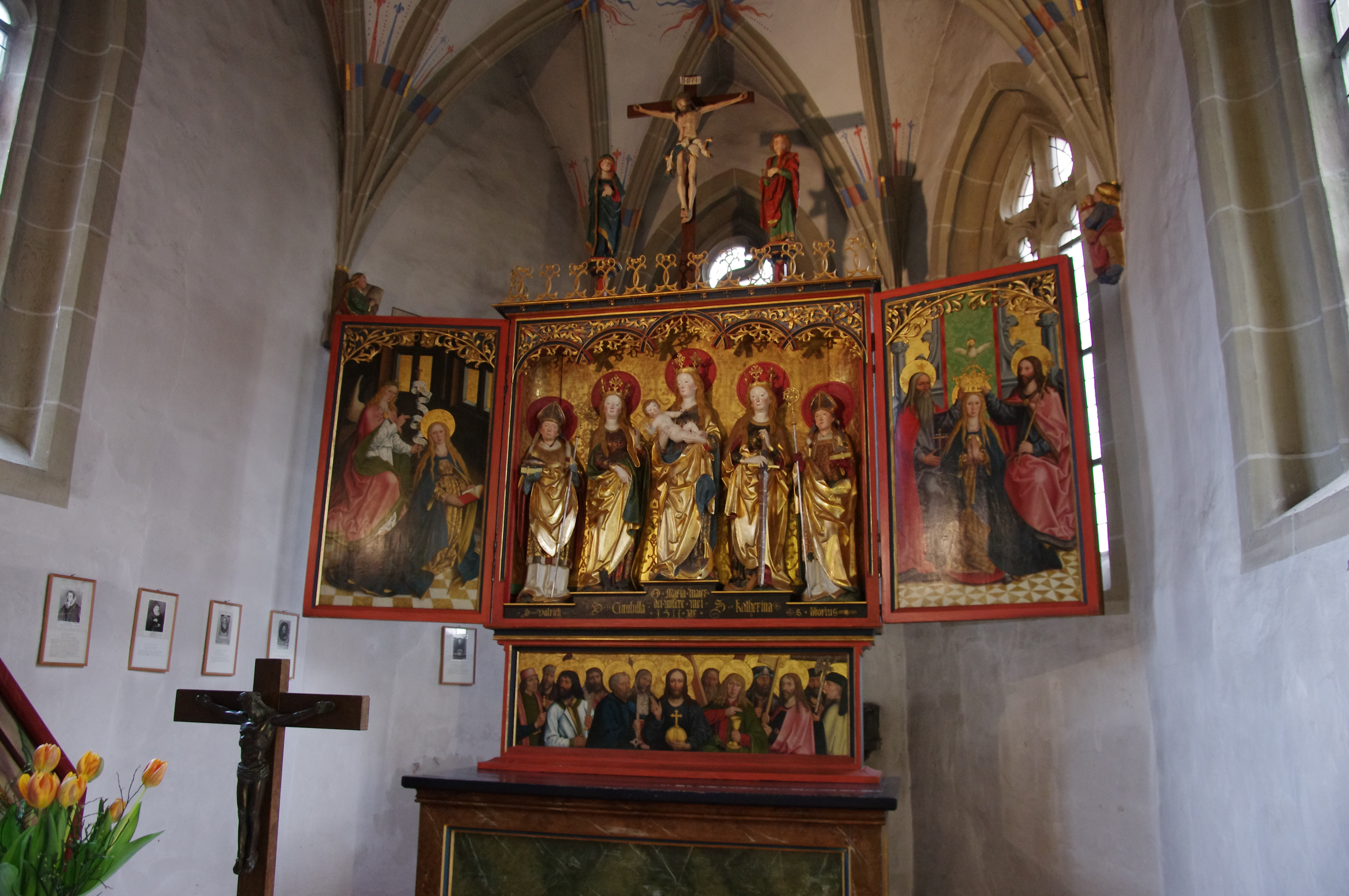
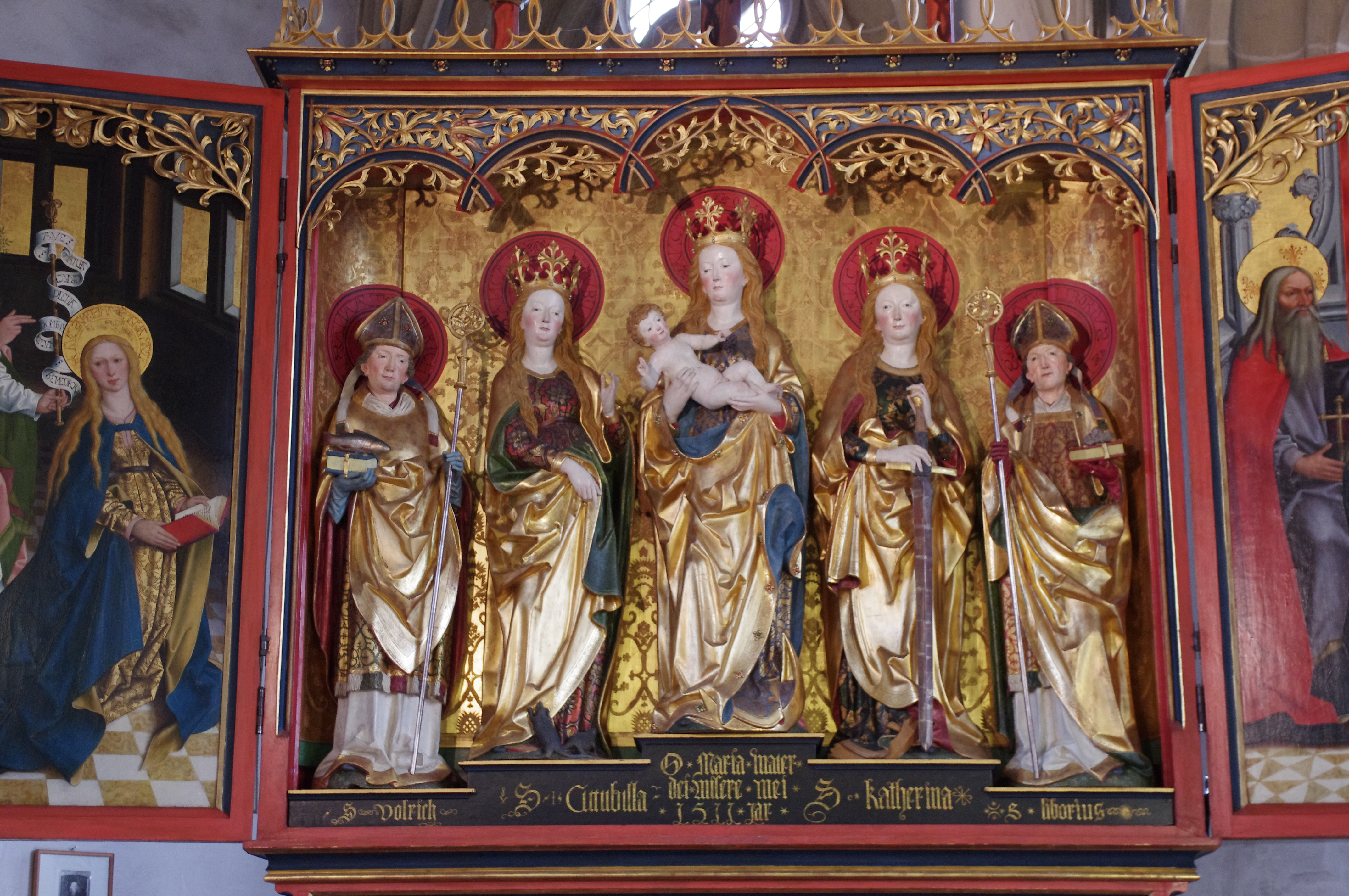
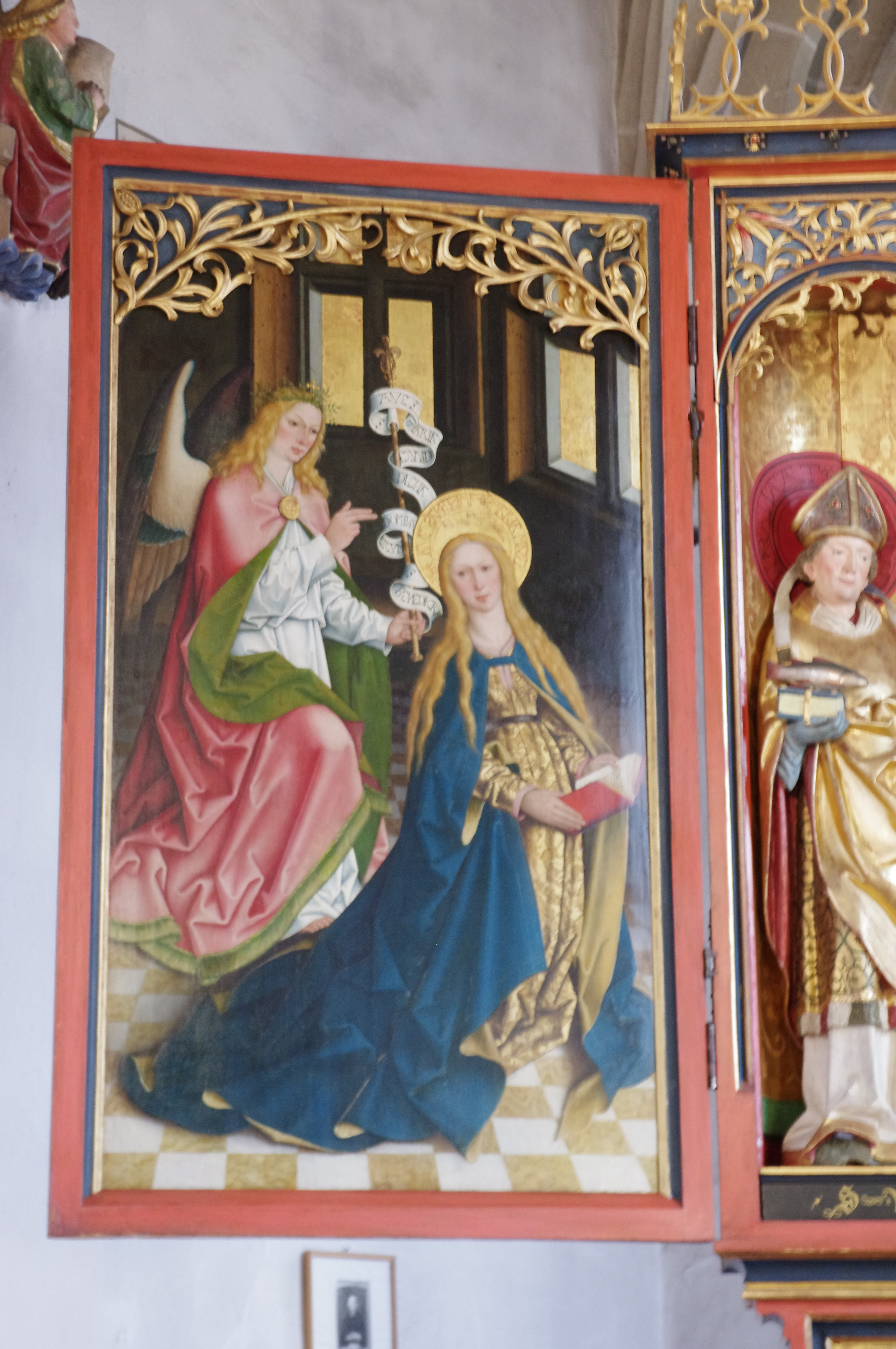

## Nevezetességek
- Kolostor – az apátság a 15. században élte fénykorát. A parasztháború alatt a kolostor súlyosan megsérült, a reformáció alatt helyreállították, a reformáció után a kolostortemplomot elbontották  A helyreállított Ulrich kápolna oltára Niklaus Weckmann műhelyéből való, a kapcsolódó táblaképek Bartholomew Zeitblom munkái.

## Itt születtek, itt éltek
- Johannes Kepler (1584-1586) matematikus és csillagász 1648-ban, 12 éves korában az itteni protestáns gimnázium tanítványa volt.